# 孟善
孟 善（もう ぜん、生年不詳 - 1412年）は、元末明初の軍人。本貫は恵州海豊県。

## 生涯
元に仕えて山東枢密院同僉となった。洪武初年に明に帰順し、徐達の北伐に従って、定遠衛百戸に任じられた。1381年（洪武14年）、傅友徳に従って雲南に遠征し、燕山中護衛千戸に進んだ。1399年（建文元年）、靖難の変が起こると、燕王朱棣の起兵に従い、松亭関を攻め、白溝河で戦い、いずれも功績があった。保定を守備し、建文帝側の数万の軍による攻撃を受けたが、城中の兵数千を率いて城を守り切った。右軍都督同知に累進し、保定侯に封じられ、1200石の禄を受けた。1403年（永楽元年）、遼東に駐屯した。1409年（永楽7年）、北京に召還され、その眉が白くなっていたことから、永楽帝（朱棣）に致仕を命じられた。1412年（永楽10年）6月、死去した。滕国公に追封された。諡は忠勇といった。

## 子女
子の孟瑛が後を嗣いだ。左軍を率いて、2度の漠北遠征に従い、糧食の輸送を監督した。洪熙帝が即位すると、左参将となり、交趾に駐屯した。庶兄の常山護衛指揮孟賢が趙王朱高燧を擁立しようと図った事件に連座して、孟瑛は爵位を剥奪され、雲南に流された。1431年（宣徳6年）、釈放されて、宣府で事官とされた。1435年（宣徳10年）、英宗が即位すると、孟瑛は京衛指揮使に任じられた。ほどなく死去した。